# 野村明雄
野村 明雄（のむら あきお、1936年（昭和11年）2月8日 - ）は、日本の実業家。元大阪ガス社長・会長。元大阪商工会議所会頭。元日本ガス協会会長。大阪府出身。
オール電化に対する危機感を抱いており、2007年7月4日には自らガスによる調理の実演を行った。この中で、「ガスは火力が強くおいしく料理が作れる」とアピールした。

## 略歴
- 1958年（昭和33年）3月 京都大学法学部卒業[2]
- 1958年（昭和33年）4月 大阪瓦斯株式会社入社
- 1988年（昭和63年）6月 大阪瓦斯株式会社取締役
- 1989年（平成元年）6月 大阪瓦斯株式会社常務取締役
- 1991年（平成3年）6月 大阪瓦斯株式会社専務取締役
- 1994年（平成6年）6月 大阪瓦斯株式会社取締役副社長
- 1998年（平成10年）6月 大阪瓦斯株式会社取締役社長
- 2000年（平成12年）6月 西日本旅客鉄道株式会社取締役
- 2003年（平成15年）6月 大阪瓦斯株式会社取締役会長
- 2004年（平成16年）3月 大阪商工会議所会頭
- 2006年（平成18年）6月 社団法人日本ガス協会会長
- 2008年（平成20年）
  - 5月 株式会社大丸監査役
  - 6月 株式会社ロイヤルホテル取締役
- 2009年（平成21年）
  - 6月
    - 大阪瓦斯株式会社相談役
    - 塩野義製薬株式会社取締役

  - 11月 旭日大綬章受章[3]